# Carouge guirahuro
Espèce
Statut de conservation UICN

 LC  : Préoccupation mineure
Le Carouge guirahuro (Pseudoleistes guirahuro), aussi appelé Troupiale guirahuro, est une espèce d'oiseaux d'Amérique du Sud de la famille des ictéridés. 

## Habitat
Le carouge guirahuro habite les prairies sèches et les pâturages parsemés de marais et de milieux humides.  La présence de ces deux habitats est important car il niche dans les marais et se nourrit dans la prairie et les terrains agricoles. 

## Nidification
Le nid est construit dans la végétation dense des marais, généralement en colonie.  Les œufs sont au nombre de 3 ou 4.  Le vacher luisant pond parfois ses œufs dans son nid.

## Comportement
Il se nourrit en groupe d’une vingtaine d’individus, parfois en compagnie du carouge dragon et du carouge safran.  Il se nourrit au sol d’une manière qui ressemble beaucoup à l’étourneau sansonnet.

## Distribution

Carte de répartition du Carouge guirahuro.

On retrouve le carouge guirahuro dans tout le sud du Brésil, le sud-est du Paraguay, l’extrême nord-est de l’Argentine et le nord de l’Uruguay.